# Capitania General de Guatemala
La Capitania General de Guatemala, també coneguda com el Regne de Guatemala, era una de les divisions administratives del virregnat de la Nova Espanya que abastava gran part de Centreamèrica; s'estenia des de la regió del Soconusco (avui dia a l'estat de Chiapas, Mèxic) fins al territori de l'actual Costa Rica. La seva primera capital va ser la Ciutat Vella, destruïda el 1541 per una inundació; la segona capital va ser la ciutat de Santiago de Guatemala, l'actual Antigua Guatemala. Encara que es convertiria en una de les capitals més riques del Nou Món va ser gairebé abandonada per ordre reial i pels terratrèmols que l'havien destruïda. La tercera capital és la ciutat moderna de Guatemala. La Capitania es va transformar en una intendència arran de les reformes borbòniques de les últimes dècades del segle xviii. Va declarar la independència d'Espanya el 1821, data en què la Nova Espanya consolidaria la seva independència d'Espanya, i es va unir al Mèxic independent. Va formar part de l'efímer Imperi Mexicà, però en dissoldre's, la Capitania va decidir separar-se'n i no formar part dels Estats Units Mexicans sinó conformar la seva pròpia federació: les Províncies Unides de l'Amèrica Central. No obstant la província centreamericana de Chiapas, per referèndum, va decidir romandre com a territori mexicà i es va integrar com a estat de la federació mexicana el 1824.